# Ron Johnson Records
Ron Johnson Records — британский независимый лейбл звукозаписи, образованный в 1983 году в Ноттингеме, Англия, 21-летним Дэйвом Парсонсом, первоначальной целью которого был всего лишь выпуск мини-альбом собственной группы Splat!.
Первую известность лейблу принесла кассета C86, вышедшая приложением к еженедельнику New Musical Express в 1986 году, куда вошли 5 треков, выпущенных Ron Johnson Records.
Поскольку Дэйв Парсонс отбирал группы для лейбла, руководствуясь исключительно собственными музыкальными вкусами, вскоре выяснилось, что практически все они принадлежат к определённому музыкальному направлению; струе постпанка, занимавшейся переосмыслением наследия Капитана Бифхарта. Название лейбла сделалось нарицательным: пресса заговорила о Ron Johnson sound — обособленном направлении инди-рока, для которого были характерны абстрактные, аморфные аранжировки, хаотически-взрывное гитарное стакатто, мощный драмминг и пронзительный вокал.
В период с 1983 по 1988 годы лейбл Ron Johnson Records выпустил 34 пластинки (в основном, синглы форматов 7" и 12") 12 групп (из Бирмингема, Корка, Дерби, Глазго, Лидса, Манчестера и Голландии) и приобрёл культовую известность, в основном, благодаря Джону Пилу, транслировавший каждый её релиз.

Как говорилось в рецензии Amazon к перевыпуску bIG fLAME, — 
Было время, и не так давно, когда, если один известный диджей Radio 1 объявлял, что собирается поставить пластинку лейбла Ron Johnson, вы тут же навостряли уши, готовясь к тому, что вас изничтожат — убойные барабаны, острый, пробивающий любую броню, ошеломляющий гитарный бой и визгливый вокал... Чудесно! Оригинальный текст (англ.)There was a time, not so very long ago, when, if a certain Radio One DJ announced that he had a new record to play from the Ron Johnson label, you would pin your ears back and prepare to be frazzled by punchy drums, steel-piercing, sharp, shocking guitar strums and shouty lyrics. . . wonderful!
Наибольший успех в UK Indie Chart из групп, записывавшихся на RJ, имели bIG fLAME, Stump и A Witness.
По иронии судьбы единственный рыночный «успех» лейбла предопределил и его кончину.

Сингл The Ex, «1936 — The Spanish Revolution» оказался катастрофой, и устроили <её нам> Rough Trade: они стали продавать его по цене ниже себестоимости, и поскольку все стали писать о нём как — о таком чудесном продукте, по такой чудесной цене! — то и цену поднимать не стали. В результате <сингл> разошёлся 15-тысячным тиражом, и RJ потерял £15000! — Дэйв Парсонс
Оригинальный текст (англ.)The Ex double-single [‘1936 - The Spanish Revolution’] was a fiasco of Rough Trade’s making - they sold it at a price that was lower than the manufacturing cost and because it was reviewed as such amazing product for such amazing price felt that they couldn’t put the price up - it sold 15000 copies and RJ lost £15000!

## Исполнители Ron Johnson Records
- bIG fLAME
- Stump
- A Witness
- The Shrubs
- Jackdaw With Crowbar
- The Noseflutes
- The Great Leap Forward
- Twang
- MacKenzies
- MKZs
- The Ex
- Splat!
- Sewer Zombies